# 洛萊塔 (加利福尼亞州)
洛萊塔（英語：Loleta）是位於美國加利福尼亞州洪堡縣的一個人口普查指定地區。

## 地理
洛萊塔的座標為40°38′27″N 124°13′31″W / 40.64083°N 124.22528°W，而該地最高點為海拔高度14米（即46英尺）。

## 人口
根據2010年美國人口普查的數據，洛萊塔的面積為5.504平方千米，當中陸地面積為5.504平方千米，而水域面積為0.000平方千米。當地共有人口783人，而人口密度為每平方千米142人。